# Ivan Mažuranić

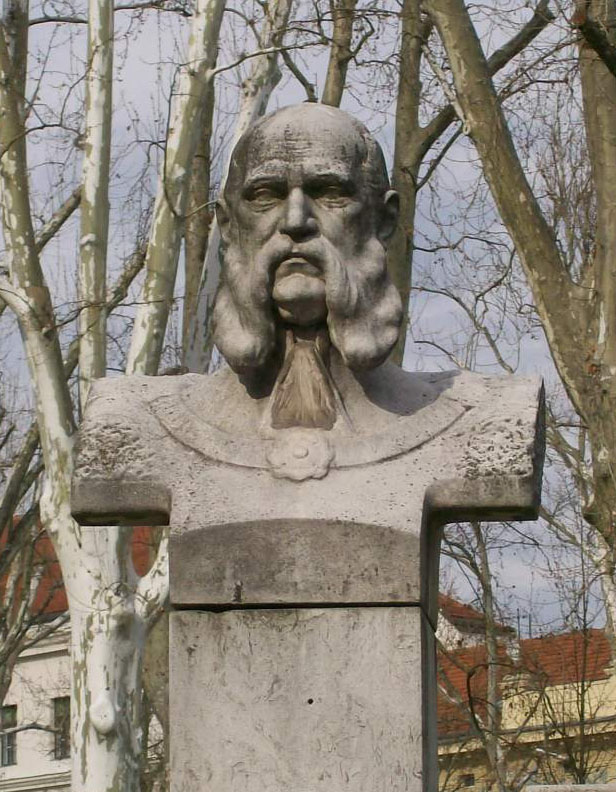
Ivan Mažuranić-byst i Zagreb.

Ivan Mažuranić, född 18 juli 1814 i Novi Vinodolski, Kroatien, Kejsardömet Österrike, död 4 augusti 1890 i Zagreb, Kroatien, Österrike-Ungern, var en kroatisk författare, poet, lingvist och politiker.
Mažuranić var bror till Antun Mažuranić och var troligen Kroatiens mest betydande kulturpersonlighet vid mitten av 1800-talet.
Mažuranić var en ivrig främjare av den illyriska rörelsen. Han uppträdde först i Ljudevit Gajs "Danica", ersatte (1844) i Ivan Gundulićs berömda hjältedikt "Osman" de två förlorade sångerna (de 14:e och 15:e) och grundlade därigenom sitt rykte som den nyare kroatiska litteraturens förnämsta skald.
Mažuranićs huvudverk är Smrt Smail-Age Čengijića (Smail-Aga Tjengitjs död, 1846; översatt till svenska 1892 i "Finsk Tidskrift" av Alfred Jensen, till tyska 1874 samt till ryska, polska och tjeckiska). Det utgavs med både latinsk och kyrillisk skrift och är en hjältedikt i fem sånger, som i utmärkt folkepisk stil skildrar en historisk tilldragelse från 1840 under stridigheterna mellan kristna och muslimer i Hercegovina och Montenegro.
I 1848 års tilldragelser deltog Mažuranić bland annat genom broschyren Hrvati magjarom (Kroaterna till ungrarna; även utgiven på ungerska), i vilken han tillbakavisade de ungerska anspråken. I statens tjänst blev han generalprokurator (1850) och var 1873–1880 ban av Kroatien. År 1895 utgavs hans dikter, Pjesme, av hans son Vladimir Mažuranić.
Mažuranić är avbildad på 100 kunasedeln.